# Schillerdenkmal (Stuttgart 1913)

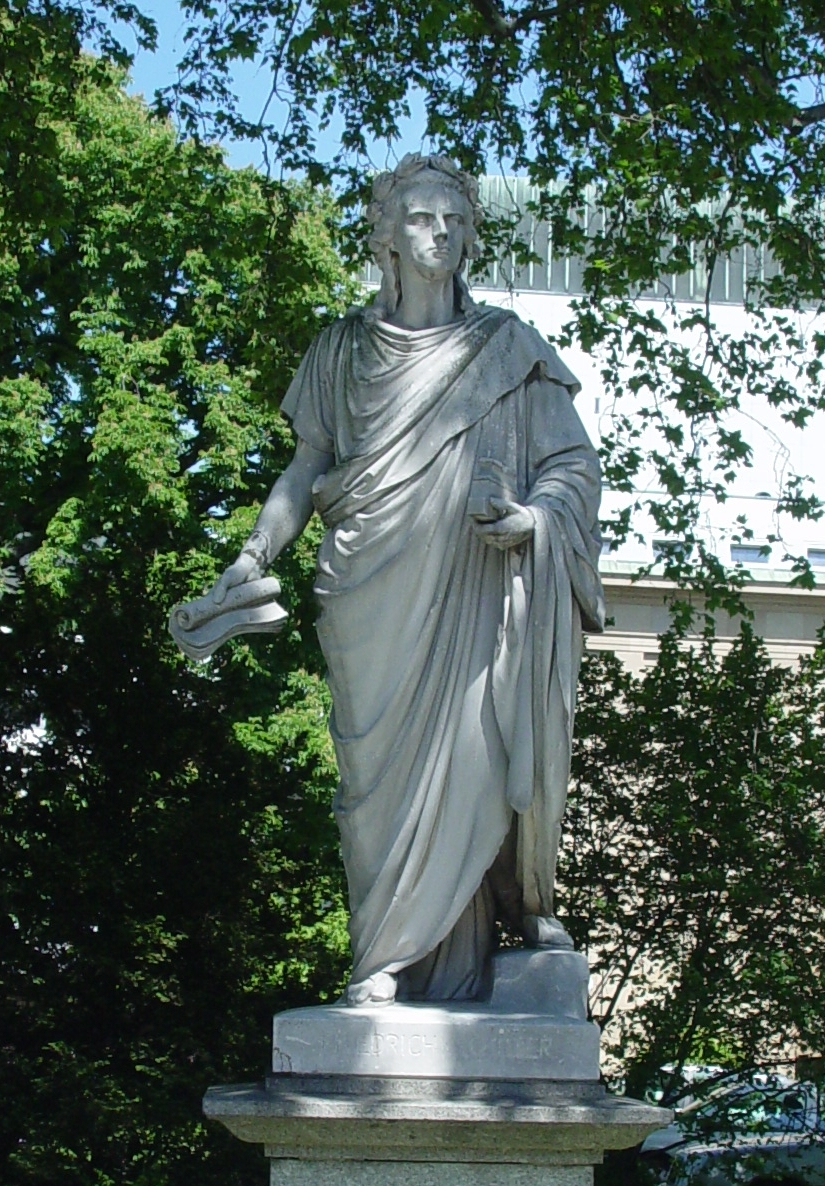
Schillerdenkmal beim Großen Haus der Staatstheater in Stuttgart.

Das Schillerdenkmal vor dem Großen Haus des Württembergischen Staatstheaters in Stuttgart wurde von dem Stuttgarter Bildhauer Adolf von Donndorf entworfen, von Richard Schönfeld in Marmor ausgeführt und im Jahr 1913 aufgestellt. Das Standbild zeigt ein idealisiertes Schillerbild, nach Donndorfs Absicht „den unsterblichen Schiller, [...] mit der goldenen Leyer vom Olymp herniedersteigend.“
In Stuttgart steht auf dem Schillerplatz  ein weiteres Schillerdenkmal von Bertel Thorvaldsen aus dem Jahr 1839.

## Lage
Das Schillerdenkmal befindet sich vor dem Übergang zwischen dem Großen Haus und dem Verwaltungsbau der Staatstheater im Oberen Schlossgarten in Stuttgart. Es steht neben einer hohen Platane am Rand eines längeren Rasengevierts, das sich zum Kleinen Haus hin erstreckt. Schiller wendet dem Kleinen Haus den Rücken zu und blickt an der Eingangsfront des Großen Hauses vorbei.
Auf engem Raum sind in einem Dreieck vor den Häusern der Staatstheater drei Skulpturen verschiedener Kunstrichtungen angeordnet. Wenige Schritte entfernt von Adolf von Donndorfs klassizistischem Schillerdenkmal, näher beim Kleinen Haus, steht der Schicksalsbrunnen seines Sohnes Karl Donndorf, ein Werk des Jugendstils. Etwas weiter weg glitzert vor dem Kleinen Haus in der Sonne die abstrakte Stahlskulptur Ikarus von Wander Bertoni (das „Heiligsblechle“).

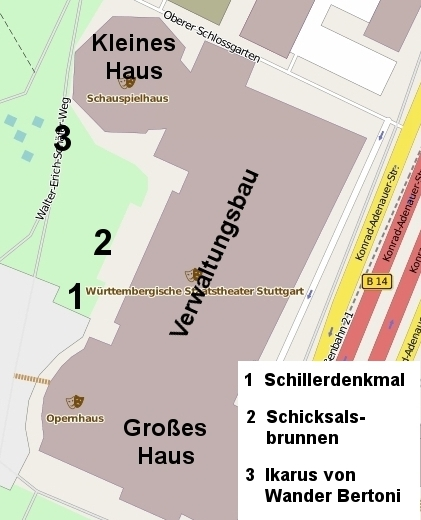
Lageplan der Skulpturen vor den Staatstheatern
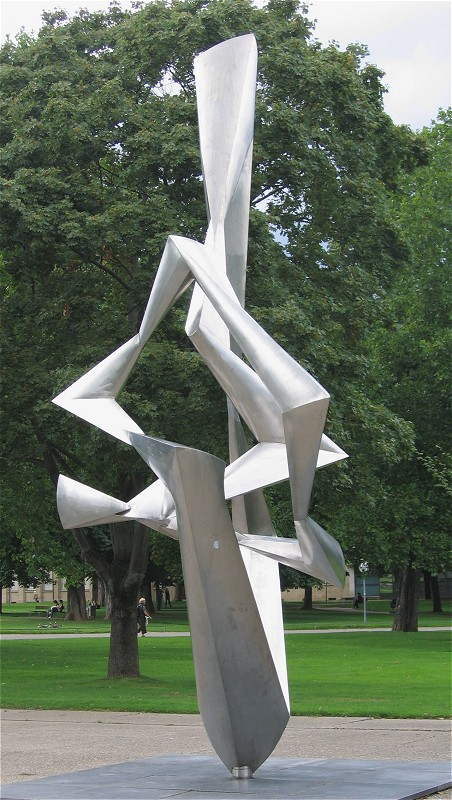
Ikarus
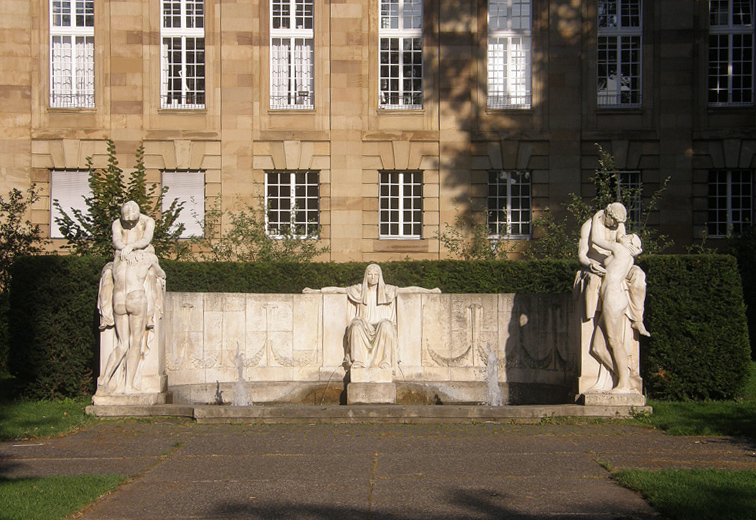
Schicksalsbrunnen
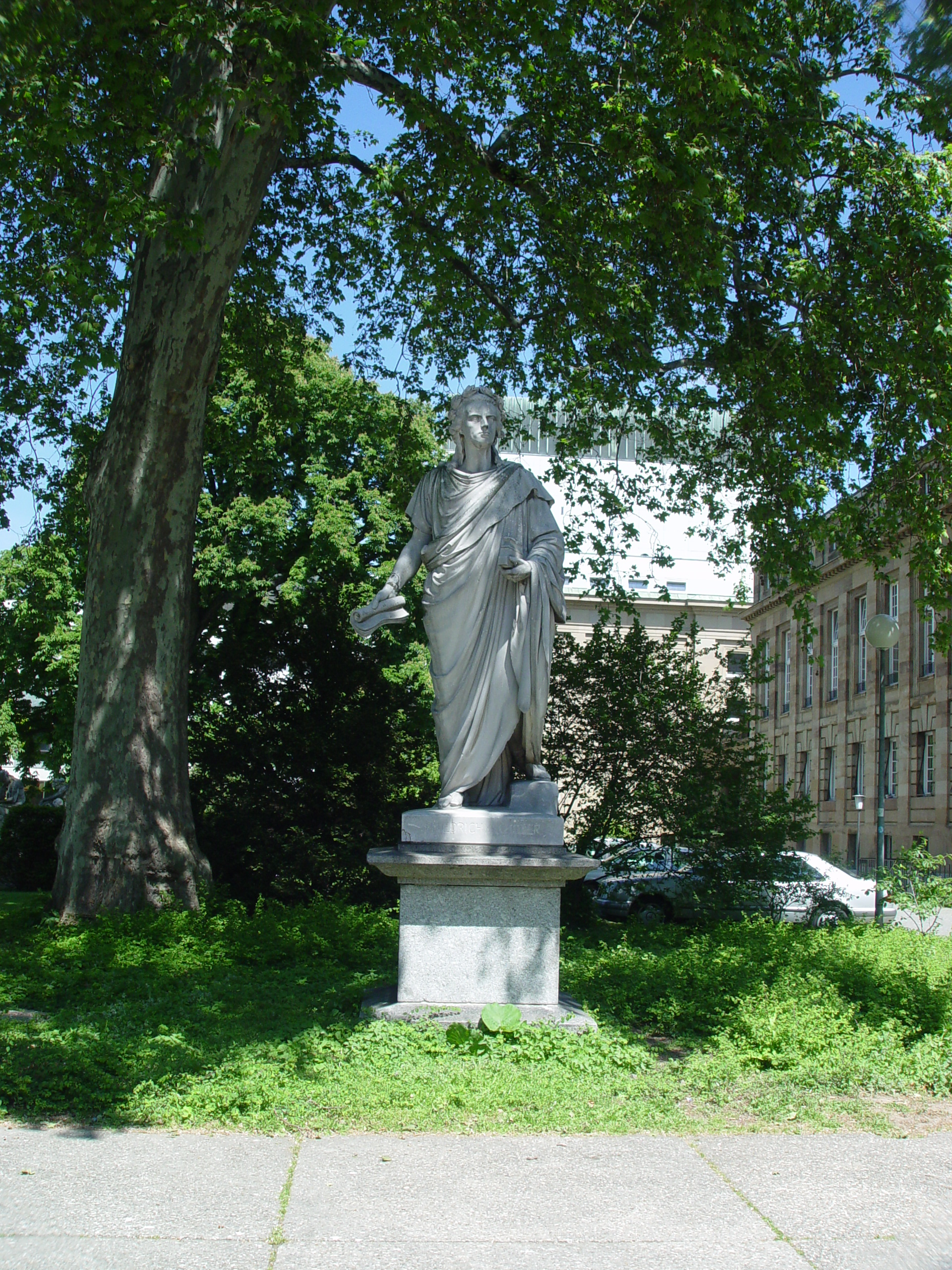
Schillerdenkmal

## Beschreibung
| Daten                    | Daten                                                 |
| ------------------------ | ----------------------------------------------------- |
| Künstler                 | Adolf von Donndorf                                    |
| Ausführung               | Richard Schönfeld                                     |
| Auftraggeber             | Wilhelm Spemann                                       |
| Material Statue / Sockel | Marmor / Granit                                       |
| Maße Statue / Sockel     | 380 cm / 134 × 155 × 140 cm                           |
| Inschrift Plinthe vorn   | Friedrich Schiller                                    |
| Inschrift Plinthe rechts | A. Donndorf f. 1909                                   |
| Inschrift Sockel hinten  | Gestiftet von Geh. Kommerzienrat Wilhelm Spemann 1912 |
| Entstehung               | 1905–1909                                             |
| Aufstellung              | 1913                                                  |

### Sockel
Das Marmorstandbild Schillers steht auf einer dicken quadratischen Platte (Plinthe), die auf einem fast würfelförmigen Granitsockel ruht. Der Sockel ist für eine Kolossalstatue ungewöhnlich niedrig (ein Drittel der Figurenhöhe) und ebenerdig in den Boden eingelassen, so dass der Betrachter kaum die Augen heben muss, um Schillers Angesicht zu sehen. Beim Ludwigsburger Schillerdenkmal Ludwig von Hofers von 1882 hat das Postament etwa die gleiche Höhe wie die Schillerfigur, so dass der Betrachter zu Schiller hinaufschauen muss. Die Schillerfigur von Bertel Thorvaldsens Schillerdenkmal von 1838, das sich auf dem Schillerplatz in Stuttgart befindet, ist dem Blick des Betrachters noch weiter entrückt. Das Postament, das auch hier so hoch wie die Figur ist, aber noch viel wuchtiger, ruht zusätzlich auf einer ausladenden fünfstufigen Treppenanlage von zehn Metern Seitenlänge.
Es ist anzunehmen, dass der Sockel von Donndorfs Denkmal ebenso wie der Aufstellungsort ein Notbehelf war, denn es lag nicht in Donndorfs Absicht, das Denkmal so „volksnah“ zu gestalten, dass der Betrachter Schiller fast die Hand geben kann. Auch zu Donndorfs Schiller sollte man aufschauen, handelte es sich für ihn doch „um den unsterblichen Schiller, [...] mit der goldenen Leyer vom Olymp herniedersteigend. Stolz und einsam muß er erscheinen.“

### Kopf

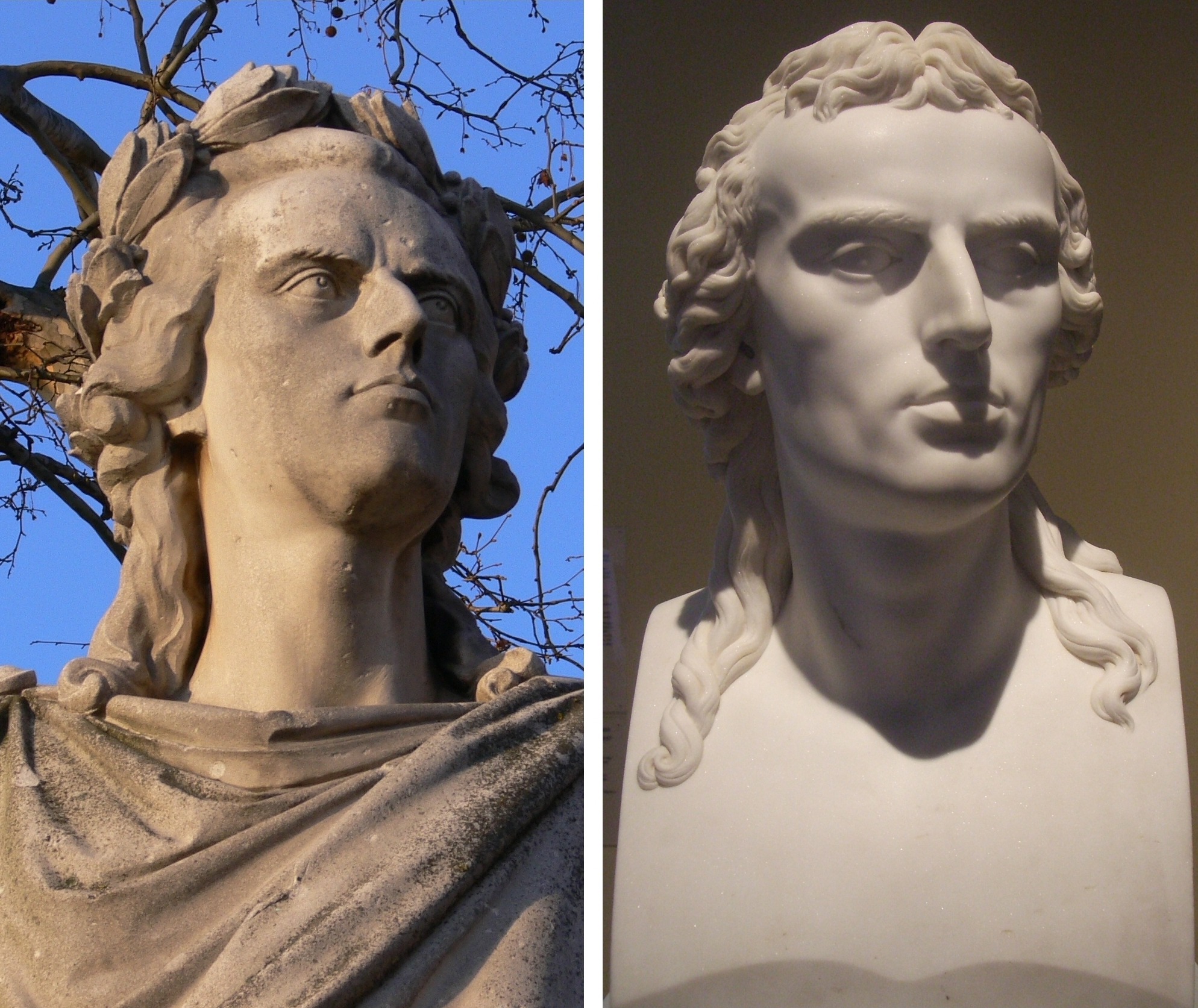
Schillerkopf von Donndorfs Schillerstandbild (links) und Danneckers Schillerbüste.

Das hochaufragende, doppelt lebensgroße Standbild zeigt einen idealisierten Schiller, der kühn mit freiem Blick ins Weite schaut. Donndorf, wie vor ihm schon Hofer, vermied damit die teilweise hämische Kritik, die Thorwaldsens Schillerkopf getroffen hatte. Der Unmut der Kritiker war „besonders durch die Körperhaltung des Dichters mit dem gesenkten Kopf und den in Gedanken versunkenen Gesichtsausdruck erregt“ worden. Das volle Gesicht mit der scharf gebogenen, schmalen Nase, der Denkerfalte an der Nasenwurzel und der energischen Kinn- und Mundpartie sowie der lange nackte Hals unterstreichen den Eindruck von entschlossener Kraft und die Verinnerlichung eines Denkers. Das Haupt wird umrahmt von einem herabwallenden, schulterlangen Lockenschopf („Schillerlocken“), den ein Lorbeerkranz bekrönt, in der Antike das Zeichen des im Dichterwettstreit gekrönten Dichters („poeta laureatus“).
Mit Schillers Kopf war Donndorf seit seiner Mitarbeit an Ernst Rietschels Goethe-Schiller-Denkmal in Weimar vertraut, als er Johann Heinrich Danneckers Schillerbüste abformte, die zwischen 1796 und 1806 entstanden war. Bei Donndorf erscheint das Gesicht Schillers „voller und reifer als bei Dannecker“, und ein Vergleich mit Schillers Totenmaske legt nahe, dass Donndorf diese bei der Gestaltung des Kopfes mit herangezogen hat.

### Körper
Donndorf stellt seinen idealen Schiller in antiker Gewandung dar, mit einer römischen Tunika (Unterkleid) und der darübergeworfenen Toga, die mit kunstvollen Falten um den Körper drapiert ist und den rechten Unterarm freilässt. Das Spielbein stützt Schiller auf einen kleinen Steinblock, so als würde er vom Olymp herabschreiten. Thorvalds und Hofers Schillerfiguren tragen die zu Schillers Zeit übliche Kleidung und darüber einen bodenlangen, togaähnlichen Umhang.
In den Händen trug Schiller als antike Dichterattribute eine große Leier und eine Schriftrolle, die beide nicht mehr erhalten sind (siehe Schillers Hand). Die Statuen von Thorvaldsen und Hofer halten als zeitgenössische Attribute Buch und Griffel in Händen.

## Geschichte

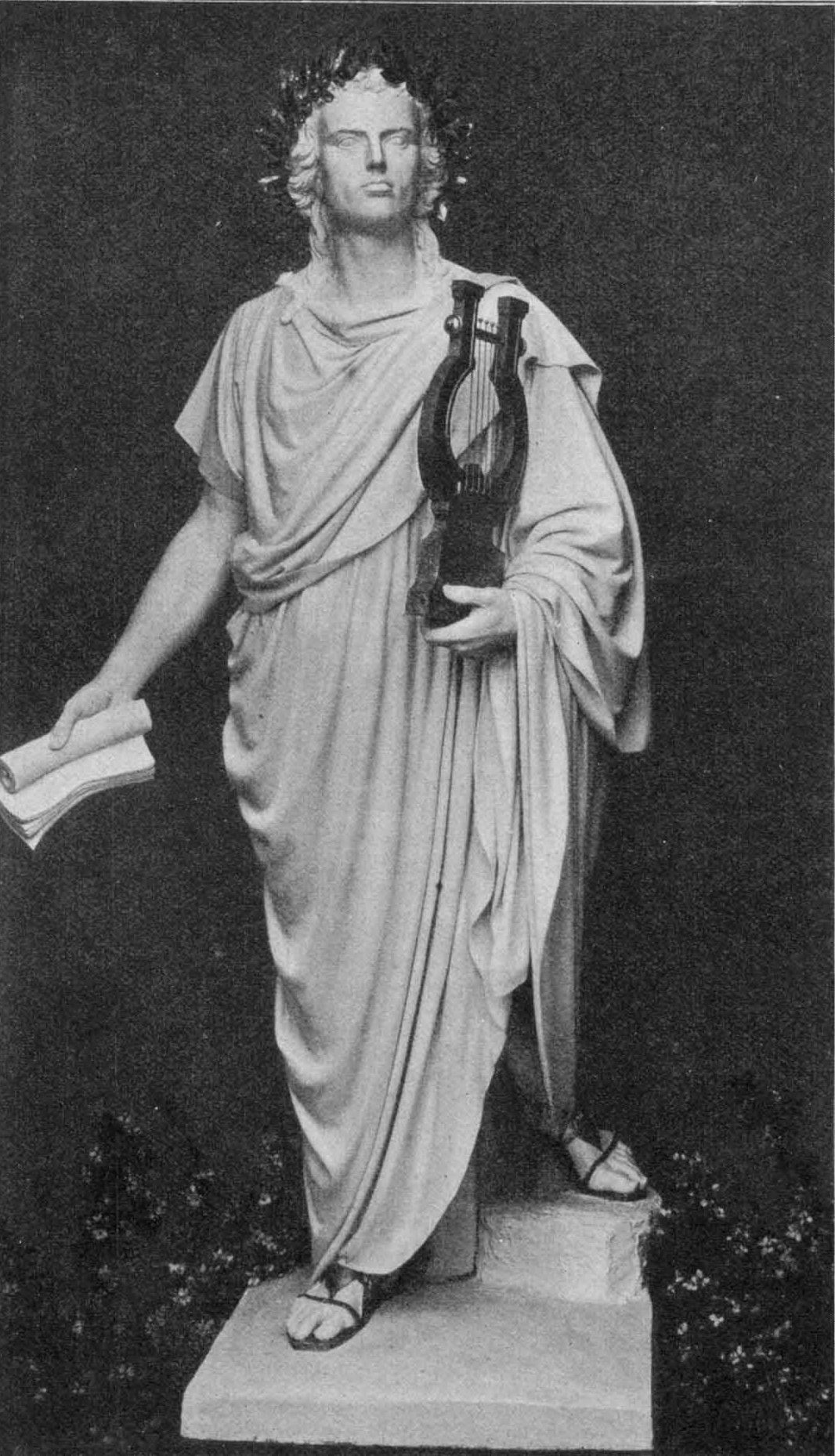
Mit Tuch drapiertes Tonmodell von Adolf von Donndorfs Schiller in seinem Atelier in Stuttgart, 1905.
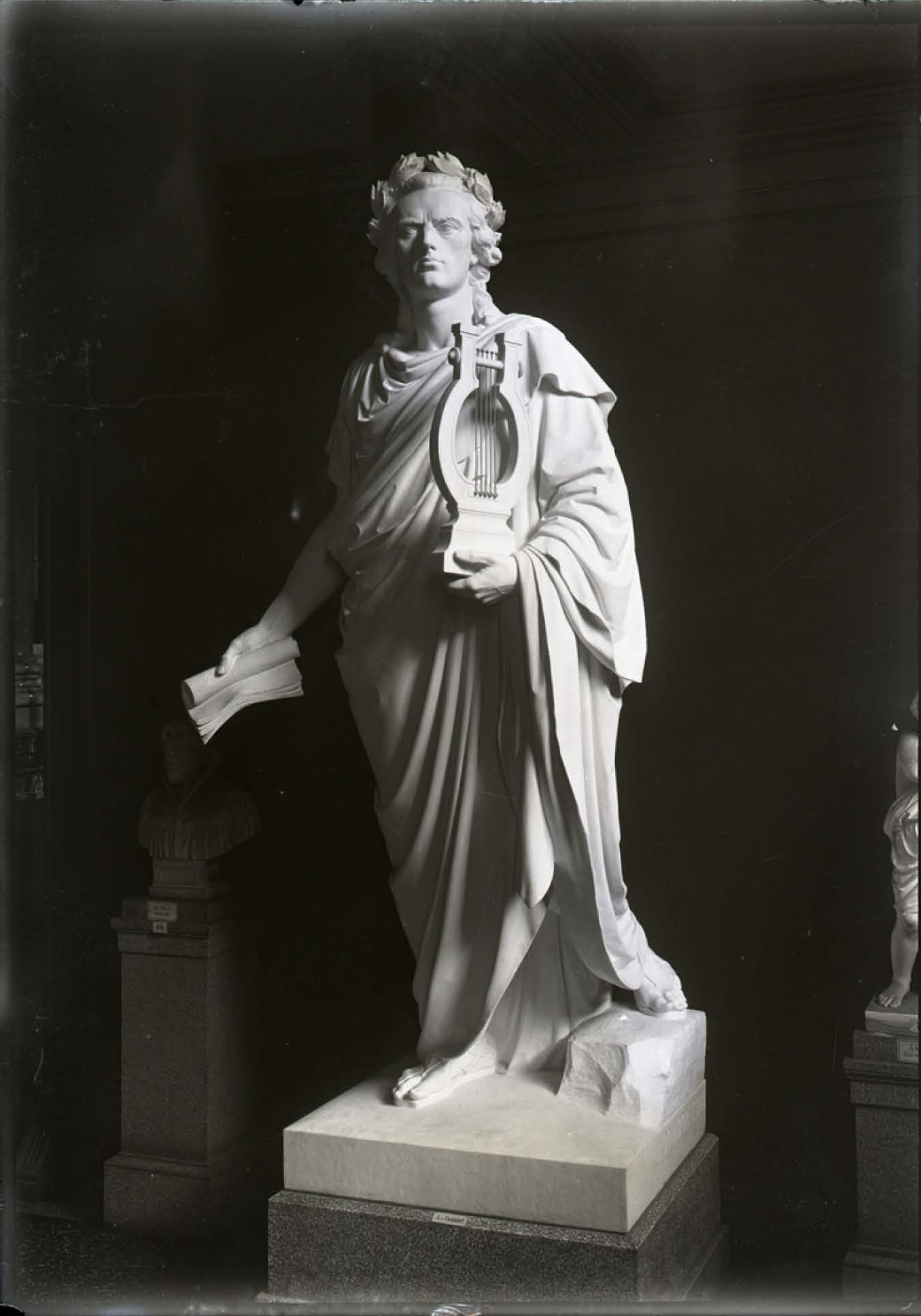
Ausstellung des Standbilds vor der endgültigen Aufstellung, zwischen 1907 und 1913.
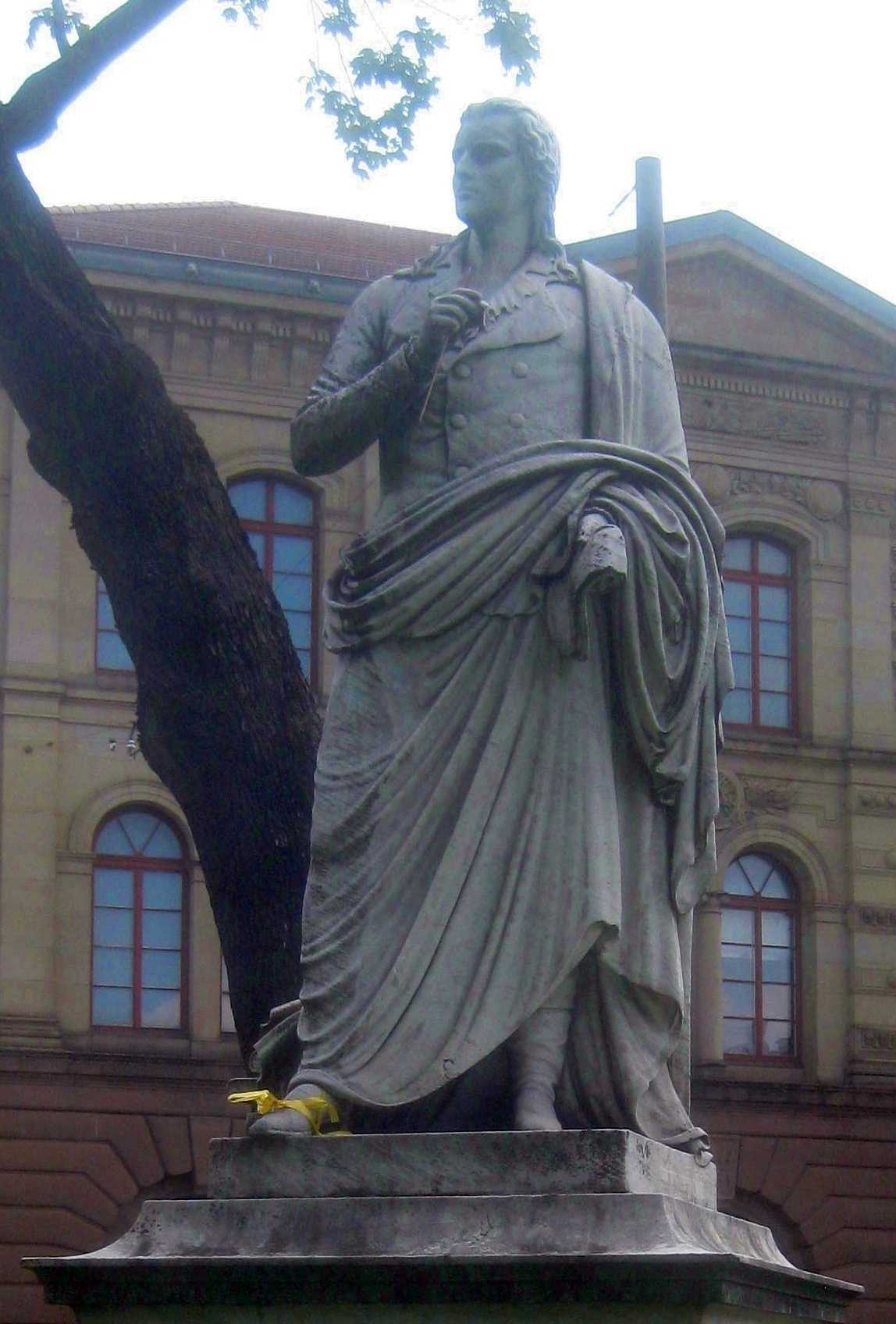
Ludwig von Hofers Schillerstatue in Ludwigsburg, 1882.
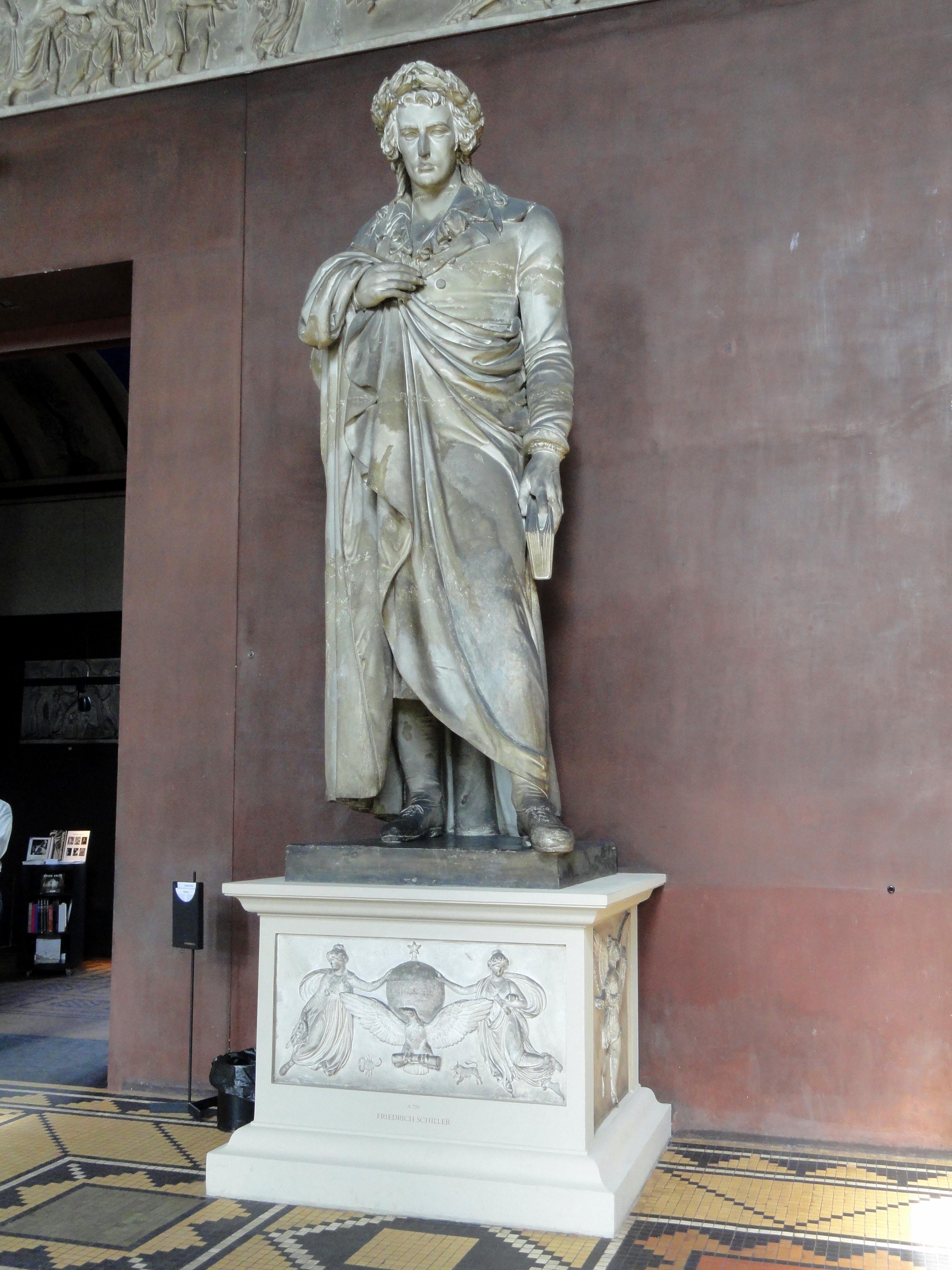
Gipsmodell von Bertel Thorvaldsens Stuttgarter Schillerstatue, 1835.

### Vorgeschichte
Als Adolf von Donndorf nach der Jahrhundertwende sein Schillerstandbild schuf, war der Klassizismus bereits im Abklingen, desgleichen die Denkmalmanie des 19. Jahrhunderts. In Stuttgart war 1839 das „erste denkwürdige Schillerdenkmal in Deutschland“ von Bertel Thorvaldsen errichtet worden. Ludwig von Hofers Schillerstatue, die bereits 1850 fertig modelliert war, wurde erst 1882 in Ludwigsburg aufgestellt, da sich in Stuttgart kein Platz für ein zweites Schillerdenkmal fand. Donndorf hatte bereits Erfahrung mit einem Schillerdenkmal, denn er hatte Jahrzehnte zuvor an Ernst Rietschels Weimarer Goethe-Schiller-Denkmal von 1857 mitgearbeitet, für das er damals Johann Heinrich Danneckers Schillerbüste abformte.
Der Stuttgarter Verleger Wilhelm Spemann beauftragte 1905, im hundertsten Todesjahr von Friedrich Schiller, seinen Freund Adolf Donndorf, ein Schillerstandbild zu schaffen. Der siebzigjährige Donndorf führte innerhalb weniger Wochen das Standbild zunächst in Ton aus, da die Zeit bis zum Jahrestag nicht mehr für einen Gipsguss ausreichte. Für Donndorf war der Auftrag „eine rechte Herzenssache“, und es war sein Ziel, „den unsterblichen Schiller [darzustellen], ganz antik, mit der goldenen Leyer vom Olymp herniedersteigend, Hintergrund Sternenhimmel, der unendliche Raum“.
Das Schillerstandbild sollte zum Schillerfest am 9. Mai 1905 im Festsaal der Stuttgarter Liederhalle aufgestellt werden. Daraus wurde jedoch nichts, und Donndorf stellte die Figur in seinem Atelier in der Kunstschule aus. „Aufgrund der Zeitknappheit hatte er nur den Körper und den Kopf der Statue in Ton modelliert, die Gewandung, die ein ausführliches Faltenstudium voraussetzte, zunächst weggelassen. Sie wurde bei der Ausstellung durch ein Gewand aus feinem Gewebe ersetzt, das Donndorf selbst um die Figur drapierte.“ Lorbeerkranz, Leier und Sandalen der Statue wurden vergoldet (in der Abbildung schwarz), und hinter der Statue ein Sternenhimmel aufgespannt.

### Kolossalstatue
Wilhelm Spemann beauftragte nun Adolf von Donndorf, das Schillerstandbild als Kolossalstatue in doppelter Lebensgröße (Höhe: 380 cm) in Marmor auszuführen. Spemann hatte im Übrigen die (vergebliche) Hoffnung, dass sich das allgemeine Interesse an dem Standbild zu Schillers 150. Geburtstag im Jahr 1909 wiederbeleben würde. Anfang Mai 1906 ließ Donndorf das Tonmodell, das er gleich in Originalgröße hergestellt hatte, in Gips gießen. Die Marmorausführung überließ er auf Grund seines fortgeschrittenen Alters dem Stuttgarter Bildhauer Richard Schönfeld. Die geplante Aufstellung im Großen Haus des im Bau befindlichen königlichen Theaters zerschlug sich trotz der Genehmigung durch König Wilhelm II. von Württemberg auf Einspruch des Architekten des Theaters Max Littmann. „Grund für diese Ablehnung war sicher auch die Tatsache, daß die Statue durchaus nicht dem herrschenden Zeitgeist entsprach; man teilte den Denkmalskult der Jahrhundertmitte nicht mehr.“ Nach langem Hin und Her wurde ein Platz zwischen dem Großen und Kleinen Haus ausgewählt.
Nach dem Zweiten Weltkrieg wurde das Denkmal um einige Meter in Richtung Großes Haus versetzt. Am heutigen Aufstellungsort, wo es leicht übersehen wird, fristet das Denkmal ein Aschenputteldasein. Damit setzt sich das Schicksal des ungeliebten Standbildes fort, das mit Mühe und Not einen Platz gefunden hatte. Im Donndorf-Museum in Weimar, das am 30. Juli 1907 eröffnet wurde, war der Gipsguss des Stuttgarter Schillerstandbilds bis zur Zerstörung des Museums 1945 zwischen zwei anderen Gipsgüssen von Donndorf aufgestellt: dem Lutherstandbild vom Lutherdenkmal in Eisenach und dem Bismarckstandbild vom Bismarckdenkmal in Saarbrücken.
| |  |
| Drei Gipsgüsse von Donndorf-Statuen im Donndorf-Museum in Weimar: Luther (Eisenach), Schiller (Stuttgart), Bismarck (Saarbrücken), Fotos: ab 1907. |  |

## Rezeption
„Donndorf lehnte alle neuen Ideen und Strömungen der Kunst [...] entschieden ab“ und „hielt an seinem auf dem Boden des Klassizismus fußenden Realismus fest.“ Dies mag einer der Gründe gewesen sein, warum Donndorfs Freund Wilhelm Spemann es schwer hatte, das Schillerstandbild im öffentlichen Raum unterzubringen. So weigerte sich Max Littmann, der Architekt des königlichen Theaters, die Statue im  Großen Haus aufzustellen: „Grund für diese Ablehnung war sicher auch die Tatsache, daß die Statue durchaus nicht dem herrschenden Zeitgeist entsprach; man teilte den Denkmalskult der Jahrhundertmitte nicht mehr.“
Die Kunsthistorikerin Ulrike Fuchs urteilt in ihrer Monographie über Adolf von Donndorf:
„Der vergöttlichte Dichter schreitet mit Tunika und Toga angetan die Stufen zum Olymp hinauf. Die Schönlinigkeit des antikischen Faltenwurfs und die gewollt edle Formgebung lassen erkennen, daß der Klassizismus zu einer Kunstsprache geworden ist. Mit Gewandung und Stil kehrt die Auffassung des Dichters als Genius wieder, welcher, der Zeitlichkeit entkleidet, sein Reich im Ewigen gefunden hat. Wird hier nicht ein Bildungsideal beschworen, das zur Entstehungszeit des Denkmals bereits am Verblassen war?“
Die Kulturjournalistin Irene Ferchl schrieb 2000 in ihrem Buch Stuttgart. Literarische Wegmarken in der Bücherstadt:
Das Schillerstandbild „zeigt den Dichter in antikem Gewand, den Lorbeer auf dem Haupt, in der rechten Hand eine Schriftrolle, in der linken eine Leier – Lyrik und Drama symbolisierend. Diese klassizistische Gestalt dokumentiert ein völlig anderes Bild von Schiller als Bertel Thorvaldsens Denkmal auf dem Schillerplatz, und ganz gewiß nicht den jungen wilden Verfasser der Räuber!“
Donndorfs Schillerstatue wurde von der Kunstkritik kaum beachtet, im Gegensatz zu Thorvaldsens Statue. Als Werk eines internationalen Künstlers fand sie naturgemäß viel mehr Aufmerksamkeit. Mit dazu beigetragen hat auch die Tatsache, dass Thorvaldsens Statue die erste bedeutende Schillerstatue überhaupt war und außerdem, dass sie im Zentrum eines Platzes und nicht wie Donndorfs Standbild an einem Eckstandort aufgestellt wurde.

## Schillers Hand

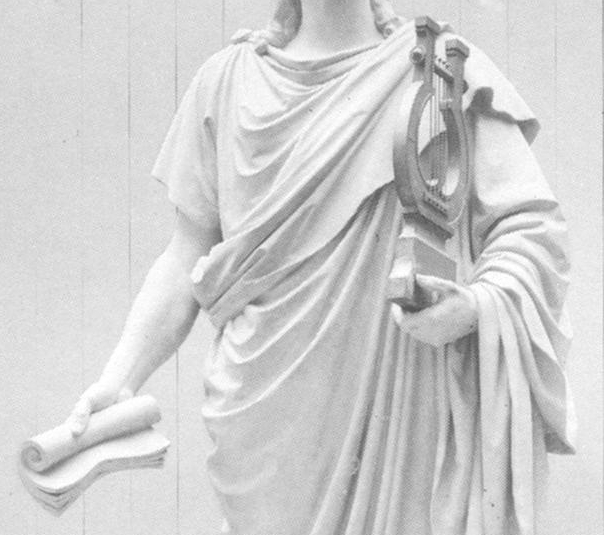
Unversehrtes Schillerstandbild, 1907.
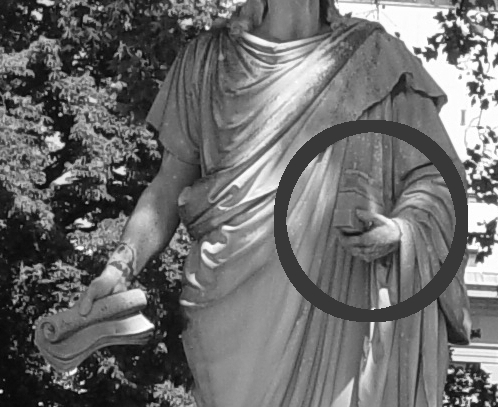
Schiller ohne Leier, 2005.
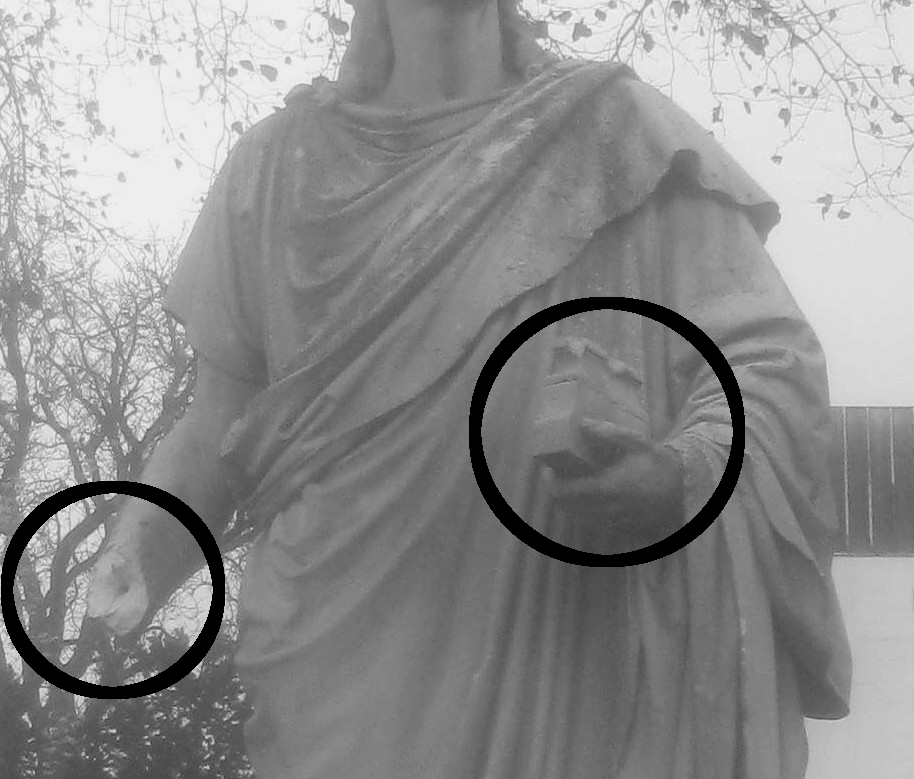
Schiller mit amputiertem rechten Unterarm, 2014.

Seit Mitte 2014 fehlte Schiller die rechte Hand, in der er eine Schriftrolle trug, und ein Teil des Unterarms, so dass nur noch ein Armstummel zu sehen war. Die lokale Presse hatte dies teilweise bemerkt und titelte unter anderem: „Friedrich Schiller fehlt ein Arm. Marmorstatue im Schlossgarten beschädigt“. Ein Polizeisprecher konnte nicht sagen, „ob es sich um eine mutwillige Zerstörung oder nur um den Kollateralschaden einer übermütigen Klettertour handelt“. 2017 wurde Schillers Schreibarm restauriert.
Die linke Hand des Dichters hielt ursprünglich eine Leier, von der nur ein Griffstück übriggeblieben ist, so dass ein oberflächlicher Betrachter denken könnte, Schiller halte das Modell eines Bauwerks in der Hand. Die Leier scheint schon seit vielen Jahren verlorengegangen zu sein. Sie wurde auch nicht im Rahmen der Restaurierung von Schillers Schreibarm 2017 restauriert.

### Allgemein
- Ulrike Fuchs: Der Bildhauer Adolf Donndorf. Leben und Werk. Stuttgart 1986, Seite 55–56, Abbildungen: Seite 26, 57, Werkverzeichnis Nummer 15: Seite 112–113.
- Hans-Ernst Mittig (Herausgeber); Volker Plagemann (Hrsg.): Denkmäler im 19. Jahrhundert. Deutung und Kritik. München 1972, Seite 155–156, 387 (Nummer 45).
- Johannes Proelß: Adolf Donndorfs Kolossalfigur Schillers. In: Über Land und Meer. Deutsche Illustrirte Zeitung 1910, Nummer 17, Seite 439.
- Wilhelm Spemann. In: Wilhelm Schulte: Westfälische Köpfe. 300 Lebensbilder bedeutender Westfalen. Münster  1984.
- Gustav Wais: Die Schiller-Stadt Stuttgart. Eine Darstellung der Schiller-Stätten in Stuttgart. Stuttgart 1955, Seite 74.

### Hilfsliteratur
- Irene Ferchl: Stuttgart. Literarische Wegmarken in der Bücherstadt. Stuttgart 2000, Seite 38.
- Bärbel Küster (Herausgeberin); Wolfram Janzer (Fotos): Skulpturen des 20. Jahrhunderts in Stuttgart, Heidelberg 2006, Seite 61–63 (Ikarus von Wander Bertoni).
- Patricia Peschel: Der Stuttgarter Hofbildhauer Johann Ludwig von Hofer (1801–1887), Werkmonographie. Stuttgart 2009, Seite 116–136, 274–277 (Schillerdenkmal von Ludwig von Hofer in Ludwigsburg, Schillerdenkmal von Bertel Thorvaldsen in Stuttgart).